# Vanessa maniliana
Vanessa maniliana är en fjärilsart som beskrevs av Hans Fruhstorfer 1912. Vanessa maniliana ingår i släktet Vanessa och familjen praktfjärilar. Inga underarter finns listade i Catalogue of Life.